# Спарроу, Элен
Элен или Елена Спарроу — французский врач и микробиолог, родом из России.

## Биография
Родилась в 1891 году в Богуславе Киевской губернии в семье чиновника английского происхождения Леопольда Спарроу и его жены Кс. Стефанской, дочери врача.
Училась в киевском лицее, который окончила с золотой медалью. Поступила на медицинский факультет Киевского университета в 1909 году, окончила его в 1915 году с отличием. 
В дальнейшем поехала врачом в действующую армию, где принимала участие в борьбе с тифом, оспой, холерой, дизентерии. Там познакомилась с хирургом Робертом фон Кюгельгеном, за которого вышла замуж в 1917 году. В том же году работает в Юрьеве в клинике Юрьевского университета под руководством профессора Александра Зелиславовича Былины. 
В 1918 году вернулась в Киев, где работала в Бактериологическом институте под руководством Владимира Линдемана. Вместе с Алексеем Кронтовским и Л. Полевым исследовала эпидемический тиф на культурах тканей.
В июне 1920 года вместе с польскими войсками, которые ненадолго отбили у большевиков Киев, выехала в Польшу.
В 1924 году работала в Париже под руководством Александра Безредки.
Во время Второй мировой войны в Тунисе принимала польских и французских беженцев (включая Андре Жида).

## Награды
- Prize, Kraków Medical Academy, 1922 [5]
- Head of Laboratory, Institute of State Health, Warsaw 1922
- Head of Preventive Vaccination Service, Institute of State Health, Warsaw 1928
- Head of Laboratory, Institute Pasteur, Tunis 1933
- Head of Vaccination Service, Pasteur Institute, Tunis 1945 - 1961
- Elected member of the Société de Pathologie Exotique (French Society of Exotic Pathology) 1945

## Избранные публикации
- Sparrow H. "Sur une souche de Rickettsia quintana isolee en Tunisie" Pathologia et Microbiologia, Vol. 24 (1961) pp. 140 -
- Heisch RB., Sparrow H., Harvey AE. "The behavior of Spirochaeta recurrentis Lebert in lice." Bulletin de la Societe de pathologie exotique et de ses filiales, Vol 53 (1960) pp. 140 – 143
- Sparrow, H. "Etude du foyer ethiopien de fievre recurrente (Study of the Ethiopian source of recurrent fever)" Bulletin of the World Health Organisation Vol. 19, No. 2 (1958) pp. 673 – 710
- Sparrow H. "Emploi des ratons noveaunes pour entrien de Borrelia recurrentis.(Use of newborn rats for maintenance of Borrelia recurrentis)" Bulletin de la Societe de pathologie exotique et de ses filiales, Vol. 49 No. 4 (1956) pp. 630 -
- Durand P., Sparrow H., "Pulmonary inoculation in typhic and spotty viruses" Comptes Rendus Hebdomadaires des Seances de L'Acadamie des Sciences, Vol. 210 (1940) pp. 420 – 422
- Nicolle C., Sparrow H., "Experiments on the river virus of Japan (Tsutsugamushi)." Comptes Rendus Hebdomadaires des Seances de L'Acadamie des Sciences, Vol. 199 pp. (1934) 1349 - 1351
- Nicolle C., Sparrow H., Conseil E. "Preventative vaccination of man against exanthematic typhus by use of small repeated virulent doses (the brain of guinea pig)." Comptes Rendus Hebdomadaires des Seances de L'Acadamie des Sciences, Vol. 184 (1927) pp. 859 – 861
- Sparrow H. "Immunization against scarlet fever with the aid of the scarlet fever toxoid" Comptes Rendus des Seances de la Societe de Biologie et de ses filiales, Vol. 97 (1927) pp. 957 – 959